# أحمد محمدينا
أحمد موحمادينا  (10 مارس 1984 المغرب) هو لاعب كرة قدم مغربي يلعب كحارس مرمى.

## روابط خارجية
- أحمد موحمادينا على موقع قاعدة بيانات كرة القدم.إي يو (الإنجليزية)
- أحمد موحمادينا على موقع ناشيونال فوتبول تيمز (الإنجليزية)